# 긴꼬리탈라우드모자이크꼬리쥐
긴꼬리탈라우드모자이크꼬리쥐(Melomys talaudium)는 쥐과에 속하는 설치류의 일종이다. 인도네시아 탈라우드 제도 카라케롱 섬, 살리바부 섬의 토착종으로 숲 서식지에서 발견된다. 형태학적으로 흰배모자이크꼬리쥐와 유사하고 한때는 아종으로 간주했지만 현재는 별도의 종으로 분류한다. 좀더 꼬리가 짧은 짧은꼬리탈라우드모자이크꼬리쥐(Melomys caurinus)도 같은 섬에 서식하며, 긴꼬리탈라우드모자이크꼬리쥐는 땅 위에서 주로 서식하는 반면에 긴꼬리탈라우드모자이크꼬리쥐는 대체로 나무 위에서 생활한다.
개체군 크기가 감소하고 있고 섬의 천연림이 점진적으로 개간으로 사라지고 있기 때문에 국제 자연 보전 연맹(IUCN)이 보전 등급을 "절멸위기종"으로 분류하고 읶으며, 전체 서식 면적이 약 1,000km2이다.